# Platycythereis
Platycythereis is een geslacht van uitgestorven kreeftachtigen uit de klasse van de Ostracoda (mosselkreeftjes).

## Soorten
- Platycythereis algarvensis Damotte, Ramalho & Rey, 1988 †
- Platycythereis baillyensis Stchepinsky, 1955 †
- Platycythereis costatana (Israelsky, 1929) †
- Platycythereis covoensis Andreu, 1983 †
- Platycythereis crisminaensis Damotte, 1980 †
- Platycythereis degenerata Triebel, 1940 †
- Platycythereis excavata (Chapman & Sherborn, 1893) Triebel, 1940 †
- Platycythereis gaultina (Jones, 1849) Triebel, 1940 †
- Platycythereis minuita (Damotte, 1971) Gruendel, 1973 †
- Platycythereis semilensis (Schmidt, 1948) Brown, 1957 †
- Platycythereis telaghensis Damotte, 1984 †
- Platycythereis velata Bertels, 1975 †